# Đổng Phụng
Đổng Phụng (tiếng Trung: 董奉; bính âm: Dong Feng, 200/220－280), tên tự Quân Dị (君異), hiệu Bội Càn (拔墘), người thôn Đổng Càn huyện Hầu Quan. Là nhà y học trứ danh đời Tam Quốc và cuối thời Đông Hán, cùng hàng với Trương Trọng Cảnh và Hoa Đà được mọi người gọi là "Kiến An Tam Thần Y", y thuật do ông ghi chép để lại rất ít.
Quê nhà của Đổng Phụng là thành phố Trường Lạc có núi Đổng Phụng, trên núi có di tích cổ là Hán Đổng Phụng Luyện Đan Xử, dưới núi có Hạnh Lâm Thủy Tổ Đổng Phụng Thảo Đường. Đổng Phụng hành nghề y lâu năm ở vùng Giang Tây, Quảng Đông, y thuật tinh thâm, siêu quần, gặp bệnh cho toa dùng thuốc lần nào cũng hiệu nghiệm, hồi còn sống và sau khi mất đã để lại rất nhiều sự tích kỳ diệu, chẳng hạn như chữa khỏi bệnh cho Thứ sử Giao Châu Sĩ Tiếp, cứu giúp trăm họ ở Dự Chương nên được dân chúng vùng Giang Tây, Phúc Kiến tôn là thần y, hương hỏa thờ cúng.
Thời Tấn Hoài Đế phong ông là Bích Hư Thượng Giám Thái Ất Chân Nhân. Tống Huy Tông gia phong làm Thăng Nguyên Chân Quân. Phái Lư Sơn Đạo giáo xưng là Lư Sơn Đại Pháp Viện Giám Lôi Pháp Chủ Bích Hư Thăng Nguyên Hạnh Lâm Cứu Sinh Chân Quân. Miếu thờ của ông gọi chung là Cứu Sinh Đường.

## Hạnh Lâm
Đổng Phụng về sau tới Giang Tây ở ẩn trong núi Lư Sơn. Ông xem mạch không lấy tiền, chỉ yêu cầu bệnh nhân khỏi bệnh  trồng cây hạnh xung quanh nhà ông, bệnh nặng trồng năm cây, bệnh nhẹ trồng một cây. Làm như thế, sau mấy năm, xung quanh nhà ông có đến trên mười muôn cây hạnh, thành ra một rừng hạnh xuân. Ông lấy quả hạnh đổi lấy lương thực cứu giúp người nghèo, rất được nhân dân mến chuộng.
Mỗi độ xuân về, hoa hạnh nở rộ, xuân sắc đầy vườn, người ta lại nhớ đến Đổng Phụng, nhớ đến sự tích của người thầy thuốc lấy sự cứu giúp người làm lẽ vui sống nên xưng tụng ông là "Hạnh Lâm Xuân Noãn" (Xuân ấm rừng hạnh), "Dự Mãn Hạnh Lâm" (tiếng tăm dầy rừng hạnh). Người đời sau vì tích này mà gọi giới y học là hạnh lâm. Đối với ngươi thầy thuốc y thuật cao minh, y đức cao thượng, người đời dùng các câu Dự Mãn Hạnh Lâm hoặc Hạnh Lâm Xuân Noãn để khen tặng, đều là do điển cố này mà ra.